# Umberto Bossi
Umberto Bossi (n. 19 septembrie 1941, Cassano Magnago, Lombardia, Regatul Italiei) este un om politic italian de dreapta , membru al Parlamentului European în perioada 2004-2009 din partea Italiei. Umberto Bossi conduce partidul italian Lega Nord (Liga nordică).